# 烏里揚諾夫斯克伏爾加足球會
烏里揚諾夫斯克伏爾加足球會（俄语：ФК «Во́лга» Улья́новск，FC Volga Ulyanovsk）是一支位於俄羅斯烏里揚諾夫斯克的職業足球會，目前於俄羅斯全國足球聯賽角逐。

## 外部連結
- Official website （页面存档备份，存于） （俄文）